# Storenosoma forsteri
Espèce
Storenosoma forsteri est une espèce d'araignées aranéomorphes de la famille des Amaurobiidae.

## Distribution
Cette espèce est endémique d'Australie. Elle se rencontre en Nouvelle-Galles du Sud et dans le Territoire de la capitale australienne.

## Description
Le mâle holotype mesure 7,50 mm et la femelle paratype 8,20 mm.

## Étymologie
Cette espèce est nommée en l'honneur de Raymond Robert Forster.

## Publication originale
- Milledge, 2011 : A revision of Sterenosoma Hogg and description of a new genus, Oztira (Araneae: Amaurobiidae). Records of the Australian Museum, vol. 63, p. 1-32 (texte intégral).